# Пасічний (річка)
Пасічний — річка  в Україні, у  Тячівському районі Закарпатської області, ліва притока Тересви (басейн Дунаю).

## Опис
Довжина річки приблизно 4 км. Формується з багатьох безіменних струмків.  

## Розташування
Бере  початок на північному заході від гірської вершини Красний Грунь. Тече переважно на північний захід і на північно-східній околиці села Дубове впадає у річку Тересву, праву притоку Тиси.